# 朐山郡
朐山郡，中国古代的郡。
北周建德六年（577年）改琅邪郡置，治所在朐山县（今江苏省连云港市西南海州镇）。属海州。隋朝开皇初年废。